# I pirati dell'oceano rosso
I pirati dell'oceano rosso (Red Seas Under Red Skies) è un romanzo fantasy del 2007 di Scott Lynch. È il seguito di Gli inganni di Locke Lamora ed è ambientato due anni dopo il finale del precedente romanzo.

## Trama
Locke e Jean si trovano al Peccapicco di Requin nella città di Tal Verrar. Vengono rapiti dall'Arconte di Tal Verrar, Maxilian Stragos, che somministra loro un veleno latente e li costringe a partire per mare, allo scopo di convincere i pirati del Mar d'Ottone ad attaccare Tal Verrar, costringendo così i Priori ad invocare l'aiuto dell'Arconte, dandogli più potere e denaro.

## Edizioni
- Scott Lynch, I pirati dell’oceano rosso, traduzione di Anna Martini, pp. 710, Editrice Nord, 2008, ISBN 978-88-429-1565-2.
- Scott Lynch, I pirati dell’oceano rosso, traduzione di Anna Martini, pp. 709, Arnoldo Mondadori Editore, 2020, ISBN 978-88-04-73619-6.